# Геррик, Роберт (поэт)
Ро́берт Ге́ррик или Хе́ррик (англ. Robert Herrick; крещён 24 августа 1591 года, Лондон — 15 октября 1674 года, Дин-Прайор, Девоншир) — английский поэт, представитель группы т. н. «поэтов-кавалеров», сторонников короля Карла I (в отличие от «поэтов-метафизиков»), ученик и друг Бена Джонсона.

## Биография
Родился в деловой части города Лондон, в семье ювелира Николаса Геррика, покончившего с собой, когда Роберту, его четвёртому сыну, было около года. Обучался у своего дяди, королевского ювелира, Уильяма Геррика. Достигнув совершеннолетия и получив наследство в 400 фунтов, Геррик поступил учиться в Кембридж. В 1617 году получил степень бакалавра, а в 1620 — магистра.
После окончания учёбы Геррик жил в Лондоне, ведя праздную жизнь и пользуясь славой анакреонтического лирика и мастера эпиграмм. У него были высокие покровители: Эндимион Портер, посол и придворный Карла I, Милдмей Фейн, граф Уэстморленд и граф Филип Пемброк. В 1623 году Геррик принял сан священника. В 1627 году в качестве священника он участвовал в неудачной экспедиции герцога Бэкингема к острову Ре во Франции, а в 1629 получил в дар от короля небольшой приход Дин-Прайор, церковь св. Георга Великомученика, в Букфастлей (Buckfastleigh), в Дартмуре, Девоншир, где служил викарием с 1629 по 1674 год. Во время Гражданской войны Геррик прославлял Карла I и его победы, так что после поражения и пленения короля в 1647 году (в т. н. «Кромвельский период») он, как роялист, был временно изгнан из своего прихода и вернулся в Лондон.
Бо́льшая часть стихотворений Геррика была опубликована в 1648 году в поэтическом сборнике «Геспериды, или Сочинения светские и духовные» («Hesperides»), в котором представлена пасторальная, анакреонтическая, религиозная лирика. Мир любви, воссозданный в поэзии Геррика, — это счастливый и беззаботный мир, не похожий на мир Джона Донна или Бена Джонсона. В светском разделе книги представлены 1130 разных стихотворений, свидетельствующих о чрезвычайной разносторонности автора. Здесь можно найти и колдовские заклинания, и оды во вкусе Горация, и песни о природе, и застольные песни, и изысканные безделушки в адрес воображаемой дамы сердца, а также стихотворные сказки и эпиграммы.
После выхода этой книги Геррик отошёл от поэтического творчества. В 1660 году, после Реставрации королевской власти, Геррик был восстановлен в правах и вернулся в свой приход в Девоншире, где и жил до конца своих дней.